# Feliks Borecki
Feliks Borecki ps. „Warta” (ur. 17 kwietnia 1903 w Rozwadowie, zm. 28 sierpnia 1944 w Warszawie) – podporucznik rezerwy Wojska Polskiego, uczestnik powstania warszawskiego jako dowódca 4. kompanii „Warta” w batalionie „Kiliński”.

## Życiorys
Ukończył Państwowe Gimnazjum w Nisku. W 1924 ukończył studia w Instytucie Pedagogiki Specjalnej a następnie w Centralnym Instytucie Wychowania Fizycznego (1934).
Od 1918 działał w Polskiej Organizacji Wojskowej. Po wybuchu wojny polsko-bolszewickiej wstąpił jako ochotnik do Wojska Polskiego. Wcielony do 240 pułku piechoty. Po zakończeniu działań wojennych pracował jako nauczyciel w Topolicach a po studiach w IPS przeniósł się do Warszawy. Po uzupełnieniu wykształcenia w CIWF pracował w I Miejskiej Szkole Zawodowej Męskiej i. M. Konarskiego.
We wrześniu 1939 uczestniczył w obronie Warszawy w stopniu plutonowego rezerwy. Po zakończeniu kampanii wrześniowej włączył się do działań konspiracyjnych. Jako nauczyciel Szkoły Powszechnej Nr 61 przy ul. Filtrowej 85 wszedł do Zarządu 2 Rejonu (Ochota) Tajnej Organizacji Nauczycielskiej (TON). Był współorganizatorem tajnego nauczania na Ochocie. Został członkiem Komendy Głównej „Wawra”.
Rozkazem L.64/BP z 22 XII 1942 r. mianowany podporucznikiem rezerwy.
18. dnia powstania warszawskiego został ciężko ranny podczas walk w rejonie ul. Grzybowskiej i Wroniej. Został ujęty przez Niemców, wkrótce, 28 sierpnia 1944, zmarł z odniesionych ran. Odznaczony Orderem Virtuti Militari z rozkazu Dowódcy AK nr 524 z 27 VIII 1944. Uzasadnienie brzmiało: „za wyjątkową odwagę osobistą wykazaną w walkach o oswobodzenie Stolicy”. Nr krzyża: 12850. Odznaczony również Krzyżem Walecznych (sierpień 1944). Został pochowany na Cmentarzu Komunalnym na Powązkach (kwatera B24-5-11).